# Федорин Володимир Володимирович
Володи́мир Володи́мирович Федо́рин (рос. Федорин, Владимир Владимирович, 5 квітня 1971, м. Одеса, УРСР) — співзасновник і директор Bendukidze Free Market Center, письменник, громадський діяч. Дотримується класично-ліберальних поглядів. Живе в Києві.

## Життєпис
Батько — Федорин Володимир Олександрович (1941—1993), фізик, доцент Одеського державного університету. Мати — Федорина Людмила Петрівна (1943 р.н.), за освітою фізик.
Закінчив середню школу N 59 в Одесі.
У 1990 році одружився з Вікторією Федориною. Мають трьох доньок — Анну, Варвару та Марію.
У 1993 році з червоним дипломом закінчив філологічний факультет Московського державного університету за спеціальністю «викладач давньогрецької та латинської мов та літератур». Навчався в аспірантурі Інституту філософії Російської академії наук.

## Кар'єра
Після університету заробляв на життя перекладом з англійської та латинської мов. У його перекладі вийшли історичні твори Віла Дюранта «Жизнь Греции» (1995) та «Цезарь и Христос» (1997), друга книга Кодексу канонічного права «О народе Божием».
- З 1999 року — журналіст та редактор провідних ділових видань.
- 2001—2005 роки — репортер, завідувач відділу «Політика/Економіка», заступник головного редактора провідной російської бізнес-газети «Ведомости».
- 2005—2008 роки — заступник головного редактора в діловому тижневику SmartMoney (Росія).
- 2008—2010 роки — перший заступник головного редактора в журналі Forbes Росія.

## Forbes Україна
Восени 2010 року підписав контракт з медіа-групою UMH і в грудні повернувся в Україну, щоб запустити національну версію журналу Forbes. В березні 2011 року вийшов перший номер журналу.
Рік потому за пропозицією Федорина UMH запросив в Україну російського медіа-менеджера Леоніда Бершидського  для запуску інтернет-порталу українського Forbes, який було презентовано у вересні 2012 року. На початку 2013 року Федорин очолив об'єднану редакцію друкованої та інтернет-версії Forbes Україна.
У березні 2013 року Мігель Форбс, який на той час був відповідальним за міжнародний розвиток бренду Forbes, назвав Forbes Україна «одним з наших найуспішніших проектів у світі»: «Серед 26 видань, що виходять за ліцензією, український Forbes — у першій п'ятирці за показниками. Інші країни, де Forbes найбільш успішний, — Росія, Китай, Індія, Польща».
21 червня 2013 року було оголошено про продаж групи UMH. Новим власником мав стати бізнесмен Сергій Курченко з близького оточення родини українського президента Віктора Януковича. Восени 2012 року Forbes Україна вже оприлюднював розслідування про оборудки Курченка, тому Федорин заявив, що планує залишити видання на три місяці раніше закінчення терміну дії його контракту:
«Я вважаю продаж Forbes Україна кінцем проекту в його нинішньому вигляді. Я певен, що покупець переслідує одну з трьох цілей (або усі три відразу):
1) заткнути журналістам рота перед президентськими виборами;
2) відбілити власну репутацію;
3) використати видання для вирішення питань, що не мають нічого спільного з медіа-бізнесом».
Покинув посаду головного редактора Forbes Україна 6 серпня 2013 року.
13 листопада 2013 року, через тиждень після переходу прав власності на UMH холдингу Курченка 13 журналістів і редакторів Forbes Україна оголосили про звільнення через незгоду зі спробою нового власника запровадити цензуру.
В березні 2014 року, після перемоги Революції Гідності та втечі з України Януковича та його прибічників, включно з Курченком, власник бренду Forbes Media розпочав відкликання ліцензії в UMH.
У 2020 році продовжив роботу головним редактором Forbes Україна.

## Книги
- У листопаді 2013 року Каха Бендукідзе запропонував Федорину написати книгу про реформи, що відбулися в Грузії протягом 2004—2012 років. В лютому-листопаді 2014 року Федорин та Бендукідзе записали десятки годин інтерв'ю. Раптова смерть Бендукідзе не зупинила роботу над книгою. Вона була опублікована в квітні 2014 року під назвою «Ґудбай, імперіє. Розмови з Кахою Бендукідзе» львівським Видавництвом Старого Лева.

На питання про ціль, яку він ставив перед собою, починаючи роботу над книгою, Федорин відповів: «Познайомити читачів з поглядами та стилем мислення видатного діяча та мислителя. Донести до них, що немає нічого важливішого, ніж реформи, що звільняють людину від тягаря держави, від її знущань та дрібної опіки».
Влітку 2015 року «Новое издательство» надрукувало російську версію книги під назвою «Дорога к свободе. Беседы с Кахой Бендукидзе». У 2016 році опубліковано грузинський переклад «Дороги к свободе».
- В травні 2015 року почав співпрацювати з главою Адміністрації Президента України Борисом Ложкіним над книгою про Революцію гідності та зусилля нових українських лідерів, спрямовані на реформування країни. Книга «Четверта Республіка» вийшла в березні 2016 року українською, російською та англійською мовами.

Коментуючи співпрацю з Ложкіним, Федорин сказав: «Ключова відмінність полягає у тому, що Ложкін — в силу свого положення та націленості на мирне розв'язання конфліктів — дотримується більш компромісної стратегії, тоді як я вважаю, що реформаторам треба не уникати конфліктів, а навпаки прагнути відкритої боротьби з противниками реформ».
- Під редакцією Федорина вийшли книги «Гайдарівська революція» Петра Авена та Альфреда Коха (2011), «Діалоги» Адама Міхніка та Олексія Навального (2015), «Пробудження сили» Михайла Саакашвілі (2016).

## Суспільно-політична діяльність
Bendukidze Free Market Center
У квітні 2015 року познайомився з другим президентом Грузії Михайлом Саакашвілі. В червні того ж року Саакашвілі та Федорин разом з Олександром Данилюком і Юлією Тичківською заснували Центр вільної економіки імені Кахі Бендукідзе.
Першим продуктом Центру був «Одеський план реформ» — розроблені в червні-листопаді 2015 року декілька десятків проектів законів та нормативних актів, націлених на радикальну лібералізацію української економіки.
Восени 2015 року Центр організував робочу групу з провідних центрально- та східноєвропейських реформаторів (Ейнарс Репше, Іван Міклош, Марек Домбровскі, Сергій Алексашенко), яка в листопаді 2015 року підготувала рекомендації щодо прискорення українських реформ.
У грудні 2016 року було презентовано «План для України», комплексну програму радикальних реформ, в розробці якої взяли участь провідні реформатори та експерти.
У червні 2018 року Центр Бендукідзе разом з аналітичним центром CASE Ukraine оприлюднив «Аудит економічної свободи». На думку Федорина, «висновки «Аудиту» мають стати дорожньою картою реформ у новому політичному циклі, після радикального оновлення правлячої еліти».
Ще під час роботи над «Четвертою республікою» Федорин дійшов до висновку, що «період правління поміркованих в пост-майданній Україні» завершується. Для прискорення темпів розвиту треба переходити до більш рішучих реформ, перш за все — пов'язаних з безкомпромісною боротьбою з корупцією.
Наприкінці листопада 2015 року Федорин запропонував Саакашвілі та молодим українським політикам і актівистам розпочати широку публічну кампанію, що поєднала би боротьбу з корупцією та прискорення структурних реформ. Ця кампанія стала відомою під назвою Антикорупційних Форумів та переросла в «Рух за очищення».
У 2017 році увійшов до складу Політичної Ради партії «Рух нових сил Михайла Саакашвілі». Є співавтором «Плану 70 днів».
У листопаді 2017-го — лютому 2018 року зняв «фантастичний фільм, заснований на реальних подіях» — «Україна, якій вдалося».
У травні 2018 року вийшов зі складу РНС.
Вважає, що політична система України потребує докорінної трансформації. Виступає за проведення спільних праймеріз прогресивних сил перед президентськими виборами 2019 року. Працює над запуском нової політичної платформи з робочою назвою «Вікісила».

## Відгуки
«Ґудбай, імперіє»/«Дорога к свободе»
Сократический диалог— а именно к этому жанру ближе всего беседы Федорина с Бендукидзе— построен на внимательном слушании, откликах, иронии, спонтанности. Только одна существенная разница: Сократ искусно подводил своих собеседников, обычно скованных предрассудками, к нужной мысли. С людьми чуждых ему взглядов или с недостаточно просвещенными слушателями Каха примерно так и разговаривал. Но «Дорога к свободе» — беседа единомышленников, тут никто никому ничего доказывать не должен.
 — Борис Грозовский
Валерій Пекар
Послідовний лібертаріанець Бендукідзе переконливо доводить, що послідовних лібертаріанців не існує. Дуже правий політик, він вважає, що у політиці треба поводитися як лівий популіст. Надзвичайний прагматик, він мислить як завершений ідеаліст.
Неможливо повернути людину, що пішла в інший світ. Але можна залишити у цьому світі її максимально правдивий образ. Володимиру Федорину це вдалося.
Кирилл Рогов
Насколько Кахе Бендукидзе не повезло умереть так рано, настолько ему повезло, что Владимир Федорин записал разговоры с ним и оформил их в эту блестящую книгу. По свойству натуры Каха был не слишком письменный человек, а человек искрящего разговорного жанра. Но речь, конечно, не только об обаянии острого и широкого ума, сохраненном для нас в этой книге, а о чем-то большем. Составившие книгу разговоры дают наиболее полное и адекватное представление о том, что можно назвать реформаторской доктриной Бендукидзе.
«Четверта республіка»
Сергій Гурієв, професор економіки університету Science Po (Париж)
«Це політичний маніфест нової української нації та унікальний історичний документ. Впевнений, що в майбутньому багато героїв цієї книги, озираючись назад, дивуватимуться і її ідеалізму, і точності передбачення».
Сергій Плохій, директор Українського наукового інституту Гарвардського університету
«Якщо ви бажаєте… скласти власне уявлення про шляхи перетворення України на сучасну європейську державу, — ця книга для вас. Легко і доступно написана, вона подає українські реалії країні та світу з надзвичайною ясністю та глибиною».